# Arnold Lebeuf
Arnold Lebeuf (ur. 1946) – profesor nauk humanistycznych, antropolog kulturowy. Zajmuje się w szczególności archeoastronomią i znaczeniem astronomii w kulturze. Wykładowca w Instytucie Religioznawstwa Uniwersytetu Jagiellońskiego.

## Kariera akademicka
- 1972 – dyplom Institut national des langues et civilisations orientales, Paryż, kultura i języki cygańskie.
- 1987 – dyplom École des hautes études en sciences sociales, Paryż, praca pod tytułem Pied nu, pied chaussé. Sémantique d'un thème iconographique, promotorzy: Daniel FABRE i Pierre VIDAL-NAQUET.
- 1990 – doktorat École des hautes études en sciences sociales, Paryż, praca pod tytułem Les yeux de Sainte Lucie: une allégorie astronomique dans la cathédrale Saint Lizier de Couserans, promotorzy: Daniel FABRE i Nicole BELMONT.
- 2005 – habilitacja, Uniwersytet Jagielloński, Kraków, Les eclipses dans l’ancien Mexique, Kraków 2003.
- 2013 – tytuł profesora nauk humanistycznych, Il pozzo di Santa Cristina, un osservatorio lunare, Kraków, 2011.

## Książki
- Les éclipses dans l'ancien Mexique (2003)
- Stopa bosa, stopa obuta: semantyka motywu ikonograficznego (2003)
- Un carino excesivo de don Joseph Moctezuma (2009)
- Il pozzo di Santa Cristina, un osservatorio lunare (2011)